# Eclipse lunar de 5 de julho de 2020
| Eclipse Lunar Penumbral 5 de julho de 2020 | Eclipse Lunar Penumbral 5 de julho de 2020 |
| --- | ------------------------------------------ |
| A Lua cruzará a faixa de penumbra, ao sul do cone de sombra da Terra, de oeste para leste (da direita para a esquerda), com o disco lunar perdendo sensivelmente seu brilho e parte dele será levemente obscurecido. |                                            |
| Saros (e membro) | 149 (3 de 72)                              |
| Sequência de eclipses lunares |                                            |
| Anterior | 5 de junho de 2020                         |
| Próximo | 30 de novembro de 2020                     |
| Duração |                                            |
| Penumbral | 2:45:00                                    |
| Fases e Horários do Eclipse (UTC) |                                            |
| P1 | 3:07:23                                    |
| Máximo | 4:31:11                                    |
| P4 | 5:52:23                                    |

O eclipse lunar de 5 de julho de 2020 foi um eclipse penumbral, o terceiro de quatro eclipses lunares do ano. Teve a magnitude penumbral de 0,3546.
Os eclipses penumbrais são geralmente sutis e difíceis de serem percebidos a olho nu, sendo mais notável quando mais da metade do disco lunar se encontra submerso na faixa de penumbra da Terra. Neste caso, a Lua tem o seu brilho levemente reduzido, num gradiente de contrastes em que uma das extremidades é levemente escurecida. Porém, durante o eclipse de julho de 2020, a penumbra cobriu apenas cerca de 35% da superfície norte da Lua, e dessa forma, foi praticamente imperceptível a olho nu, mesmo para os observadores mais experientes.

## Série Saros
Eclipse pertencente ao ciclo lunar Saros de série 149, sendo este o terceiro, de um total de 72 eclipses. O eclipse anterior da série foi em 24 de junho de 2002.

## Visibilidade

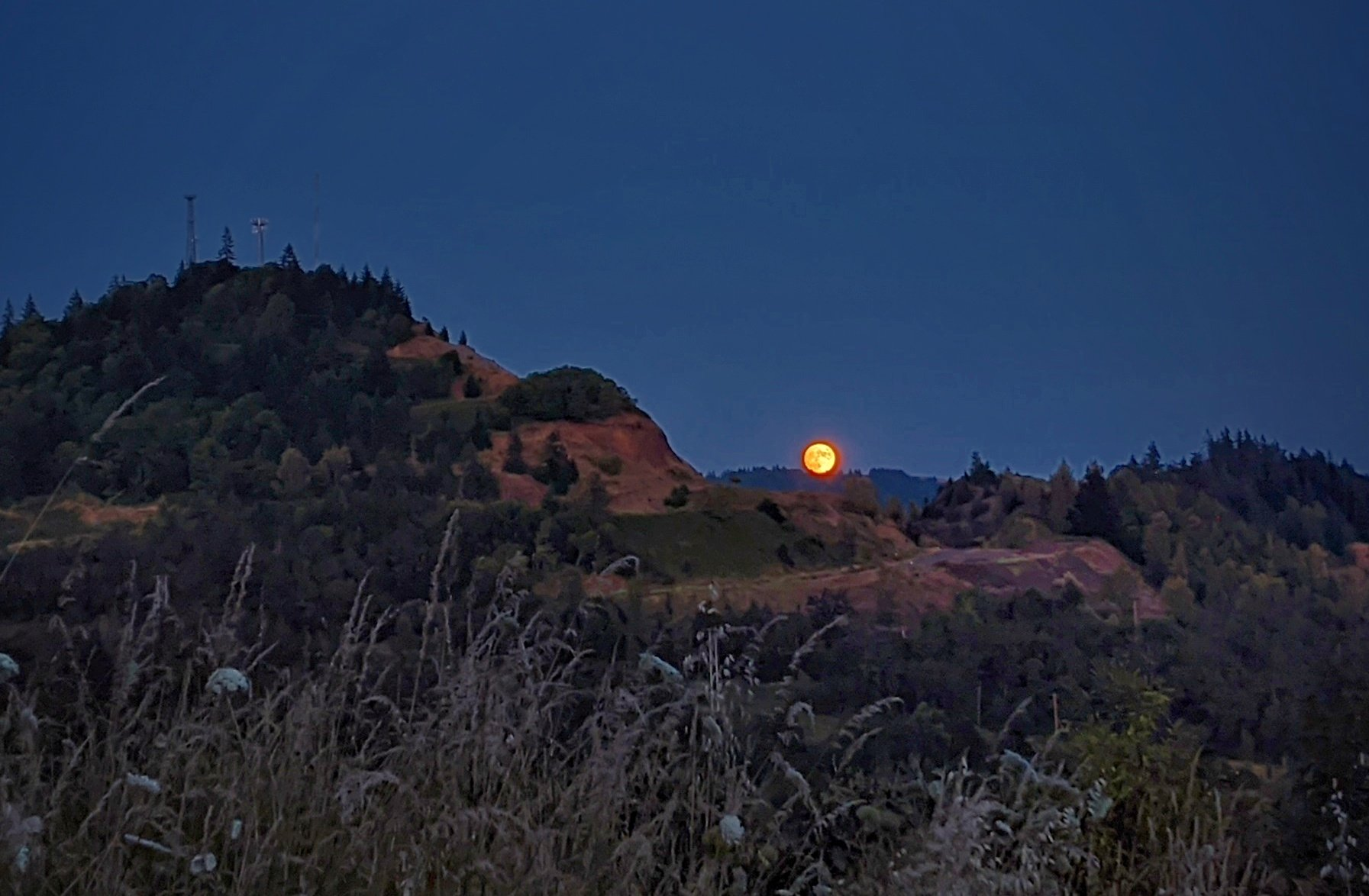
Eclipse quando a lua está nascendo, vista de Springfield, Óregon.

### Mapa
Foi visível nas Américas, na África e no oeste da Europa
| Região do planeta onde o eclipse foi vísivel. | Mapa de visibilidade do eclipse. |